# Rochlin-Nikulin-Klassifikation
In der Mathematik wird die Klassifikation der Sextiken, mit der ein Spezialfall von Hilberts 16. Problem gelöst wurde, als Rochlin-Nikulin-Klassifikation bezeichnet.
Sie kann so formuliert werden, dass die Diskriminante ebener Sextiken ein Polynom vom Grad 75 ist, dessen Nullstellenmenge den projektiven Raum {\displaystyle \mathbb {R} P^{27}} – den Raum der Koeffizienten von Polynomen vom Grad 6 in zwei Variablen – in 64 Zusammenhangskomponenten zerlegt, es also 64 Isotopieklassen ebener Sextiken gibt. Diese 64 Isotopieklassen entsprechen 56 Homöomorphietypen mit 0 bis 11 Ovalen. Jeder Übergang durch die Diskriminante entspricht entweder der Schrumpfung eines Ovals, der Verschmelzung zweier Ovale, oder dem von-Innen-nach-Außen-wenden eines Ovals.